# Epikryza
Epikryza (gr. epicrisis) – nazwa medyczna, służąca do określenia analizy postępowania lekarskiego, wydawanego po zakończeniu całego postępowania z chorym na wszystkich etapach procesu diagnostyczno-leczniczego.
Obejmuje więc zwięzłe podsumowanie danych z:
- wywiadu lekarskiego,
- badania przedmiotowego,
- badań dodatkowych,
- leczenia,
- oraz zalecenia dalszego postępowania, dotyczące:
  - modyfikacji stylu życia (np. zalecenia dietetyczne),
  - dalszego postępowania medycznego (np. kontrolne badania lekarskie lub b. laboratoryjne),
  - dalszego leczenia.

Przeczytaj ostrzeżenie dotyczące informacji medycznych i pokrewnych zamieszczonych w Wikipedii.